# Florida State Road 26
Die Florida State Road 26 ist eine State Route im US-Bundesstaat Florida, die auf einer Länge von 100 Kilometern von Fanning Springs im Gilchrist County bis ins Putnam County führt. Die Straße wird vom Florida Department of Transportation (FDOT) betrieben.

## Streckenverlauf
Von Fanning Springs aus führt die Straße nach Osten über Trenton, wo der U.S. Highway 129 gekreuzt wird. Im weiteren Verlauf in Newberry (Alachua County) quert sie den U.S. 41. Am westlichen Stadtrand von Gainesville kreuzt die SR 26 die Interstate 75 und quert anschließend im Stadtgebiet die State Roads 20, 24, 121 und 222 sowie den U.S. Highway 441. Weiter östlich wird der U.S. 301, schließlich im Putnam County die State Road 21 gequert, bevor die Straße schließlich in die State Road 100 mündet und endet. 